# Ilim Timber
Ilim Timber Continental S.A. (im Folgenden Ilim Timber genannt) ist ein internationales Unternehmen mit Sitz in der Schweiz. Ilim Timber ist einer der führenden Produzenten von hochwertigem Nadelschnittholz. Die Produktionsstätten des Unternehmens befinden sich in Deutschland und Russland.
In Deutschland gehören zur Ilim Timber Continental S.A. die Gesellschaften Ilim Nordic Timber GmbH & Co.KG und Ilim Timber Bavaria GmbH. Die Sägewerke befinden sich in Wismar (Mecklenburg-Vorpommern) und Landsberg am Lech (Bayern). An beiden deutschen Standorten sind insgesamt rund 950 Mitarbeiter beschäftigt.
Darüber hinaus ist die Ilim Timber Continental S.A. im Besitz der Gesellschaft Ilim Timber LLC in Russland. Diese Gesellschaft besteht aus einer Sperrholzproduktion in Bratsk und einem Sägewerk in Ust-Ilimsk (Irkutsk Region). An beiden Standorten sind ca. 2.000 Mitarbeiter beschäftigt.

## Geschichte
Ilim Timber, benannt nach dem sibirischen Fluss Ilim, wurde 2007 als Nadelholzverarbeitungsunternehmen nach der Ausgliederung von Ilim Pulp, Russlands größtem Zellstoffproduzenten, im Rahmen der Gründung der Ilim Group, einem Joint Venture mit International Paper, gegründet.
Das Unternehmen Ilim Pulp seinerseits war 1992 gegründet worden und produzierte Zellstoff, Papier sowie Verpackungen. Außerdem war Ilim Pulp im Bereich der Holzernte und der Holzbearbeitung tätig. Im Jahre 2007 hatte es einen Jahresumsatz von 1,5 Mrd. US-Dollar.
Die Produktionsbereiche Zellstoff, Papier, Verpackungen und Holzernte wurden 2007 in das gemeinsam von Ilim Pulp und dem US-Konzern International Paper gehaltene Joint Venture Ilim Group eingebracht. Die ehemaligen Nadelholzverarbeitungsaktivitäten der Ilim Pulp dagegen – Produktion von Schnittholz, Sperrholz und Faserplatten in den sibirischen Städten Ust-Ilimsk und Bratsk – werden seitdem von Ilim Timber fortgeführt.
Im August 2010 übernahm Ilim Timber in Deutschland zwei Säge- und Hobelwerke der österreichischen Klausner-Gruppe, das eine in Wismar, das andere in Landsberg am Lech.
In 2011 übernahm Ilim Timber die Werke von Tolleson Lumber (USA), um seine Präsenz im US-amerikanischen Markt auszubauen. In 2014 wurden die US-amerikanischen Werke von Tolleson Lumber an den kanadischen Holzkonzern Interfor verkauft.

## Standorte
Mit Stand Januar 2022 gehören zu Ilim Timber:
- Ust-Ilimsk Sägewerk in Ust-Ilimsk, Russland
- Ilim Bratsk Sperrholzsägewerk in Bratsk, Russland
- Ilim Nordic Timber in Wismar, Deutschland
- Ilim Timber Bavaria in Landsberg am Lech, Deutschland[5]

Ilim Timber produziert jährlich rund 2,7 Mio. m³ Schnittholz und rund 230.000 m³ Sperrholz.